# Alterbach
Der Alterbach, gelegentlich auch Alter Bach, ist ein rund 10,5 km langer Bachlauf in der Gemeinde Koppl im Salzburger Bezirk Salzburg-Umgebung sowie in der Landeshauptstadt Salzburg. Er mündet im Stadtteil Itzling als rechter Nebenfluss in die Salzach.

## Name
Ursprünglich hatte der Alterbach den Namen Gnigler Bach. Dieser wird 798–800 erstmals schriftlich erwähnt (Glanicle). Er leitet sich vom romanischen *Glanícula für 'kleine Glan' ab.

## Geographie
Der Alterbach entspringt in 673 m ü. A. in der Gemeinde Koppl nördlich des Ortsteils Unterkoppl und fließt hierauf für rund zwei Drittel seiner Länge in westliche Richtung. Dabei bildet er zu Beginn über knapp 1 km die Gemeindegrenze zu Eugendorf. Die vom Alterbach in seinem Ober- und Mittellauf gebildete Talung begrenzt den Gaisberg und den Kühberg auf deren nördlicher Seite sowie den Heuberg an seiner Südseite. Am Ende des Heubergs im Salzburger Stadtteil Gnigl auf Höhe der Linzer Bundesstraße biegt der Alterbach nach Norden und hierauf nach rund 1,2 km erneut nach Westen. Nach weiteren rund 500 m unterquert der Bach die Gnigler Schleife (Gleisverbindung zwischen Salzburg-Tiroler-Bahn und Westbahn). Ab der Linzer Bundesstraße bis dorthin bildet der Alterbach die Grenze zwischen den Salzburger Stadtteilen Gnigl und Langwied. Ab nun fließt der Alterbach im Stadtteil Itzling – dabei über weite Strecken am südlichen Fuß des Plainbergs – nach Westen der Salzach entgegen, wo er auf 407 Metern Seehöhe als rechter Nebenfluss mündet.
Auf seinem gesamten Weg nimmt der Alterbach links und rechts etliche kleine Nebenbäche auf. Der bedeutendste davon ist der Söllheimer Bach, der wenige Meter vor der Gnigler Schleife aus Richtung Hallwang kommend rechts einmündet.

## Hydrologie
Das Einzugsgebiet des Alterbachs beträgt ca. 30 km². Das Mittelwasser am Pegel Itzling beträgt ca. 0,85 m³/s, das hundertjährliche Hochwasser ca. 55 m³/s.
Das Gewässer besitzt weniger als 20 m³ Durchfluss je Sekunde (Mittelwasser) sowie ein Einzugsgebiet von weniger als 100 km². Die Breite des Gewässers (Mittelwasser) beträgt in der Regel deutlich unter 10 m. Daher gilt der Alterbach auch nicht als Fluss, sondern als Bach.

## Nutzung
Der Alterbach war historisch mit Zillen nicht schiffbar, jedoch wurde in früherer Zeit das starke Gefälle des Bachs im oberen Bereich des Stadtteils Gnigl zum Antrieb von mehreren Mühlen genutzt, was den Ruf Gnigls als altes Mühlendorf begründete. Heute gibt es entlang des Alterbachs von der Mündung bis zum Heuberg sowie vom nördlichen Ende von Gnigl bis zur Gruberfeldsiedlung in der Gemeinde Koppl begleitende Spazier- und Wanderwege.

## Trivia
Rund 400 m vor der Mündung überspannt die historische Plainbrücke den Alterbach, auf der sich eine denkmalgeschützte, 1733 geschaffene Statue des heiligen Johannes Nepomuk von Josef Anton Pfaffinger befindet. Gleich darauf quert die Salzburger Lokalbahn den Alterbach.

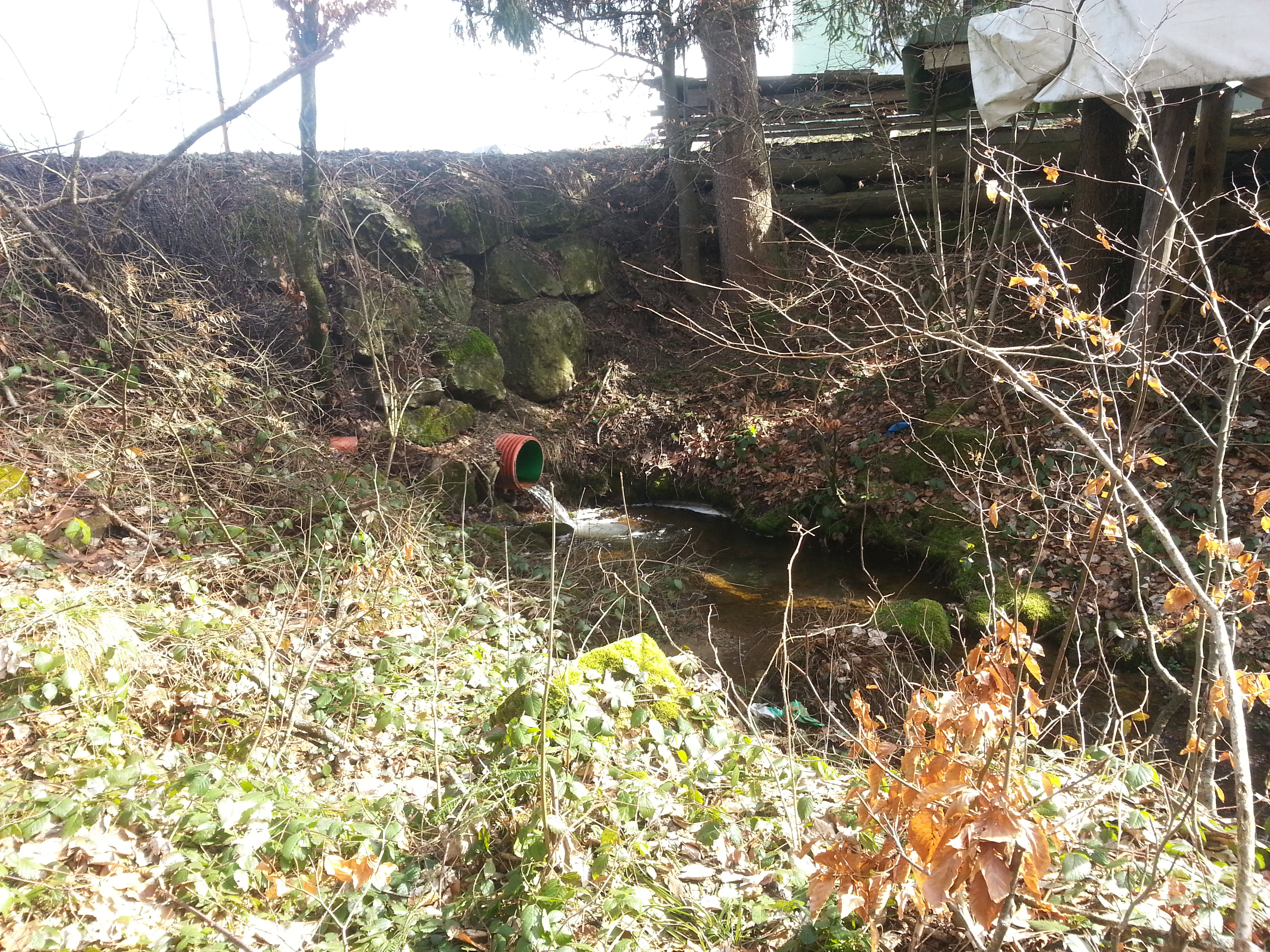
Quelle des Alterbachs
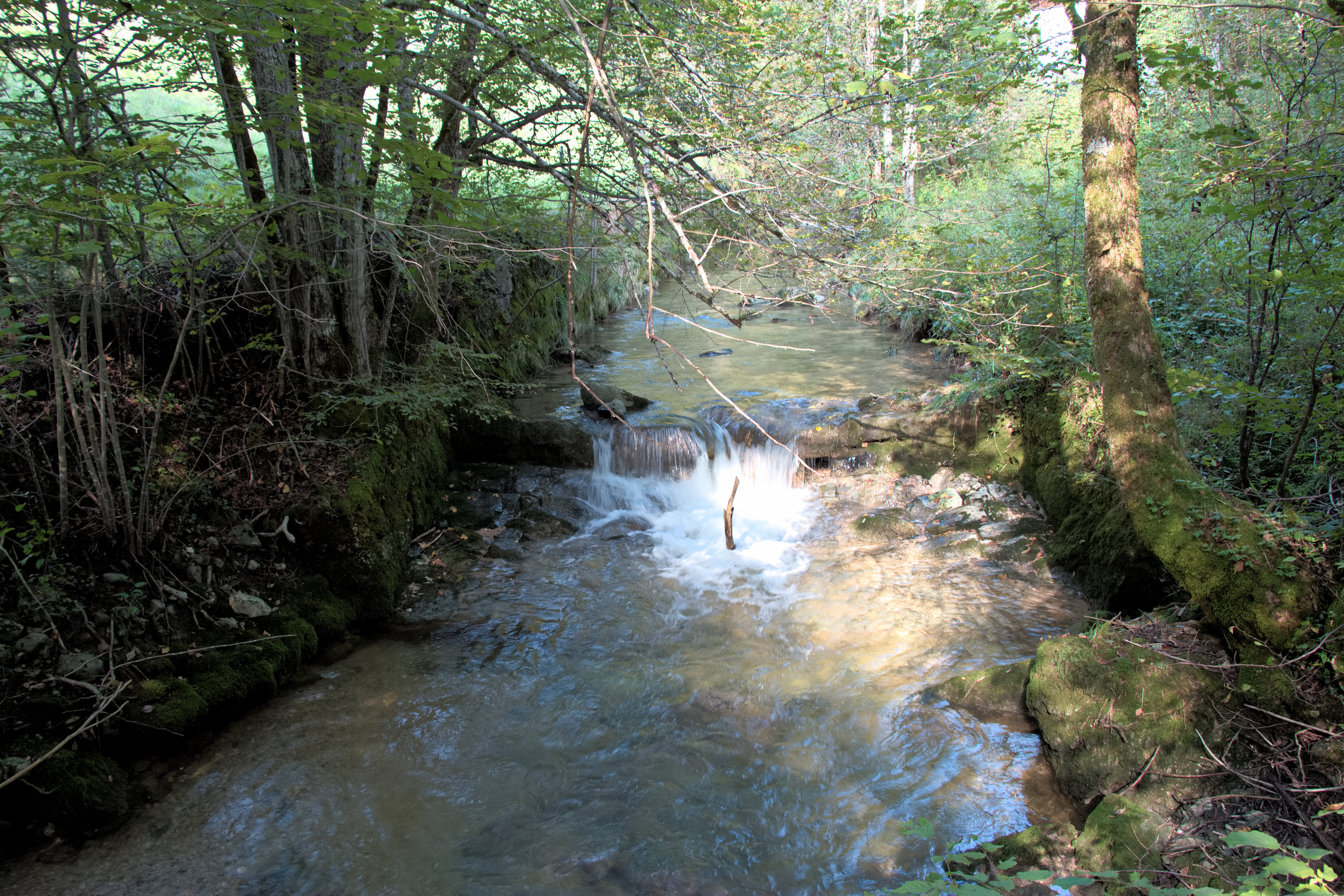
Der Alterbach im Gemeindegebiet von Koppl auf Höhe Guggenthal
Die Plainbrücke über dem Alterbach
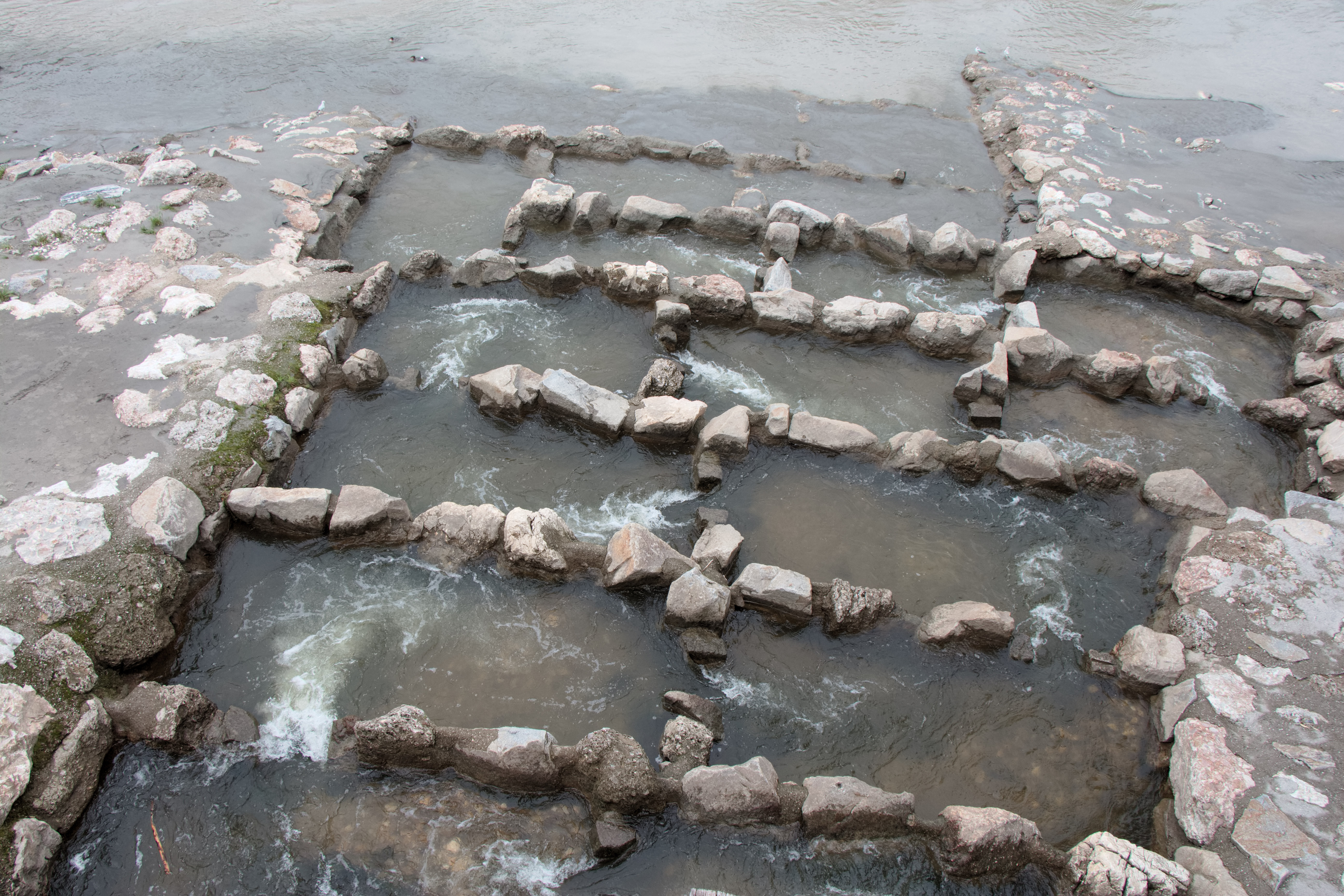
Fischleiter an der Mündung